# Tarpan
Tarpanen (Equus ferus gmelini) var en primitiv och en numera utdöd hästtyp som levde vild i östra Europa fram till 1800-talet. Tarpanens ställning och släktskap med de moderna hästarnas vilda föregångare är omdiskuterad. Men de största flockarna tarpaner levde främst i området runt Karpaterna som idag utgör Polen. Den sista vilda tarpanen var ett sto som dog år 1880. Idag har man återuppfött en hjord med repliker av tarpanen som kallas Heckpferd. De lever halvvilt i ett skyddat skogsområde i Popielno i Polen. Vissa Heck-ponnyer har även exporterats bland annat till Tyskland och USA. Tarpanens namn härstammar från turkmenskan och betyder helt enkelt "vild häst".

## Historia
De första dokumentationerna av tarpaner härrör från 1500-talet. De historiska källorna uppger att tarpanen var uppdelad i två former: stäpptarpanen som levde från Uralfloden i öster till Rumänien i väster och skogstarpanen i dagens Polen, Litauen, Vitryssland och nordligaste Ukraina.
Grottmålningar av hästar, upp mot 40 000 år gamla har även hittats i Frankrike och Spanien. Dessa hästar uppvisar främst hästar med en uppstående man, vilket tarpanen inte har.
Dokumentationer var förvirrande och motsägelsefulla, C. H. Smith som beskrev tarpanen 1841 efter intervjuer utförda med kosacker omkring 1814 anger att tarpanerna var förvildade hästar som förr levt i fångenskap och antingen släppts lösa eller rymt från sina ägare för att bilda nya hjordar med hästar, liknande den amerikanska mustangen. Han menade att de verkliga vildhästarna fanns längre österut, möjligen syftande på Przewalskis häst.
Den första vetenskapliga studien av tarpaner utfördes av den tyske naturforskaren Samuel Gottlieb Gmelin 1774. Han hade påträffat tarpaner i Bobrovskregionen i södra Ryssland 1769.

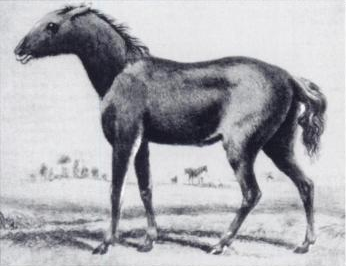
Denna teckning, ritad av Borisov anses vara den enda "äkta" avbildningen av en ursprunglig Tarpan, även om flera konstnärer har ritat tarpaner med utgångspunkt från denna teckning.

Den enda avbildningen av en ursprunglig tarpan anses vara en teckning av ett årsgammalt stoföl som ritades av en rysk konstnär vid namn Borisov. Bilden publicerades år 1841 och blev förlagan till alla senare bilder på tarpaner, bland annat Friedrich Spechts illustrationer i Alfred Brehms zoologiska uppslagsverk "Djurens liv" från 1896 som gavs ut i hela 18 band. Borisovs teckning visade ett smalbent djur med ett ädlare huvud än den asiatiska vildhästen Przewalski men med samma utåtbuktande nosprofil. Alla teckningar och konstverk som ritades efteråt anses vara baserade på Borisovs verk.
Tarpanens första latinska namn var kort och gott "Equus ferus" och myntades av Pieter Boddaert år 1784. Men namnet ändrades sedan till Equus ferus gmelini antonius, uppkallat efter de två främsta forskarna inom området, Helmut Otto Antonius och Samuel Gottlieb Gmelin. Helmut Otto Antonius var direktör för den zoologiska trädgården i Schönbrunn utanför Wien i Österrike mellan slutet av 1800-talet och början av 1900-talet. Det var Otto Antonius som gav tarpanen det nya latinska namnet år 1912, efter S.G Gmelin, helt utan vetskap om Boddaerts namngivning. S.G. Gmelin var en naturvetenskapsman från Tyskland som fångade in fyra vilda exemplar i närheten av Bobrovsk i Ryssland år 1768. Med dessa fyra hästar kunde han göra genomgående studier av Tarpanen. Gmelins beskrivning av Tarpanen var en musblack häst, med framträdande svarta prickar och ett "oproportionerligt tjockt" huvud. Troligtvis hänsyftade han till den kraftigt utåtbuktande nosprofilen. Han noterade också att på vissa exemplar var öronen långa och nästan hängande som hos en åsna, men han menade troligtvis att de var flaxiga och väldigt rörliga. Borisovs teckningar stämde mycket bra med denna beskrivning.
2005 föreslog D. E. Wilson & D. M. Reeder namnet Equus caballus Ferus för tarpanen, vilket är det namn som idag har mest spridning.
Helmut Otto Antonius var en av sin tids mest begåvade naturvetare. År 1922 hävdade han att tarpanen var en helt egen och äkta typ av vildhäst och inte en variant av Przewalskin. Antonius menade även att tarpanen var av största betydelse för forskningen om den moderna hästens ursprung. Antonius hävdade även att Przewalskin hade det största inflytandet på raser från östra Asien medan tarpanen hade inflytande på de stäppraser och ponnyer från västra Asien och Europa.
D. E. Wilson & D. M. Reeder lade 2005 i Mammal Species of the World. A taxonomic and geographic reference fram synen att tarpanen med största sannolikhet stammar på förvildade tamhästar.
De hästfolk som bodde på stäpperna fruktade tarpanerna, oftast till och med mer än de fruktade vargar eftersom tarpaner ofta tillfogade dem stora skador. Tarpanerna höll sig gärna i närheten av de stora hösåtarna, som de ryska bönderna ofta lagt upp på långt avstånd från byn. Men höet åts upp så snabbt att två tarpaner ensamma kunde tömma dessa på en enda natt. Men tarpanerna ställde till med även andra skador. Hingstarna var mycket angelägna om de ryska stona, och så snart de fick tag på ett sådant, tog de alltid tillfället i akt och förde stoet med sig bort. På grund av detta jagades tarpanerna livligt och man dödade framförallt hingstarna eftersom stona skingrade sig om hingsten föll, och blev på så sätt desto lättare byten.
Den sista skogstarpanen levde i Bialowiezaskogen på gränsen mellan Polen och Vitryssland. År 1814 dödades de sista exemplaren. Stäpptarpanen fanns kvar något längre. Ett exemplar hölls i fångenskap i Poltava och dog först 1918. Ett annat exemplar infångades 1866 på stäppen norr om Krim och levde sedan i tjugo år på Moskvas zoologiska trädgård.

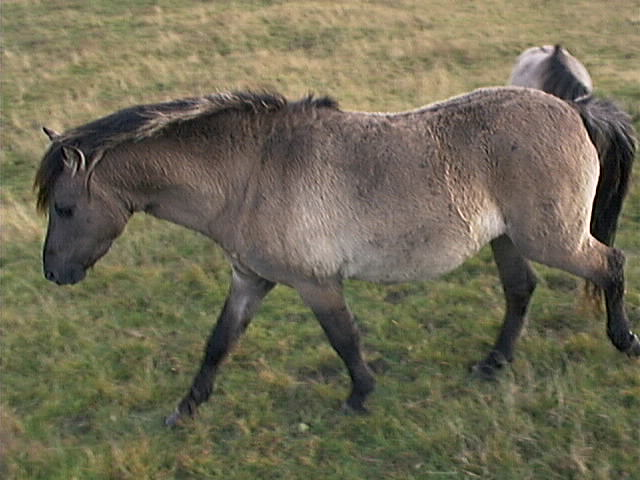
Heck-ponnyn, framavlad av bröderna Heck, liknar Tarpanen.

Den sista helt vilda tarpanen, ett sto, dog 1879 i Askanija Nova, norr om Krim i Ukraina under ett försök att fånga in den. Den absolut sista äkta tarpanen dog dock ut åtta år senare, år 1887 i en djurpark i München. Tarpanen dog ut främst på grund av domesticering och jakt på de vilda tarpanerna, men också för att tarpanernas naturliga revir i skogarna och stäpperna befolkades av människan, vilket försämrade deras tillgång till bete och vatten. Trots att den sista tarpanen dog så sent finns det inte ett enda uppstoppat exemplar av denna häst på något museum.
På gränsen mellan Polen och Vitryssland hade man under 1700-talet fångat in och korsat skogstarpaner med lokala arbetshästar och fått en blandras, kallad koniks. På 1920-talet började T. Vetulani att samla in så tarpanliknande hästar som möjligt för att börja en "rekonstruktionsavel". Dessa hästar har släppts i Bialowiezaskogen där de förökar sig fritt, men även senare i ett större område i Nederländerna.
De båda bröderna Lutz och Heinz Heck vid Tierpark Hellabrunn, som på 1930-talet tagit fram en "rekonstruerad" Uroxe, tog även fram en rekonstruerad tarpan. Man användes sig av koniks (små polska lantrashästar), koniktarpaner, men även gotlandsruss, islandshäst och Exmoorponny, samt en viss inblandning av Przewalskis häst. I dag finns en mindre population även av dessa tarpaner.

## Tarpanens influens
Tarpanen är den vildhäst som har haft mest inflytande på andra raser än någon annan förfader till hästarna. Tarpanblod flyter i många ponnyraser i hela Europa och ända bort till Japan i de japanska raserna Hokkaidoponny, Kisoponny och Kagoshimaponny, även om dessa har mest influens från Przewalskin. Tarpanblodet flyter även i större hästars ådror, bland annat Trakehnaren och de flesta ökenraser från centrala Asien. Även en hel del av de tyngre kallblodshästarna kan ha influerats av Tarpanen genom inkorsningar av lättare hästraser.
En gissning som inte kan bevisas men som inte är helt orimlig är att tarpanen kan ha varit en del i utvecklingen av det mycket ädlare arabiska fullblodet. Bevisat är dock att tarpanen ligger i grunden för den berömda spanska hästen. De spanska hästarna och arabhästarna är de två absolut mest inflytelserika raserna genom tiderna och har använts för att förädla eller utveckla nästan alla dagens hästraser. Därför kan tarpanens arv finnas hos nästan alla dagens moderna hästar, och även om Przewalskin hade det mesta inflytandet på de östasiatiska hästraserna har säkerligen flera av dessa även influerats av tarpanen, bland annat de indiska ponnyraserna Spitiponny och Bhutiaponny som har samma kraftiga käke och stora huvud.
Tarpanens idag närmaste motsvarighet, utöver de nya rekonstruerade tarpanerna, är de polska Hucul- och Konikponnyerna samt även den portugisiska Sorraian som uppvisar samma färg och byggnad som Tarpanen men även den mycket ädlare, större och mindre primitiva tyska Trakehnaren har mycket Tarpanblod i sig.

## Egenskaper
Den gamla tarpanen var en mycket primitiv[källa behövs] stäpp- och skogshäst som troligtvis hade naturligt skydd och tålighet mot dåligt väder och en karg miljö. Pälsen var sträv med den typiska brungråa till mörkgråa eller gulgråa blackfärgen. Pälsen var troligtvis mycket lik pälsen på en hjort. I jämförelse med den primitiva Przewalskin eller Skogshästen hade Tarpanen något ädlare drag med smalare ben och mindre hovskägg. Huvudet var även något ädlare men fortfarande med en typiskt utåtbuktande nosprofil, även om det inte var lika tungt. Tarpanen bör ha varit mycket härdig och troligtvis väldigt fruktsam. Tarpanerna var även väldigt skygga och vaksamma och hade starka instinkter och kunde lätt upptäcka en fara mycket tidigt. Tarpanerna var troligtvis mycket intelligenta och naturligt sunda och starka.
Tarpanerna levde i stora flockar på upp till 100 hästar som även delades in i olika grupper, alla ledda av en hingst som skyddade hjordarna och förde dem i säkerhet vid behov. Tarpanen bör ha varit mycket svårtämjd och enligt gamla mongoliska dokument kunde inte ens de bästa mongoliska hästtämjarna lyckas med att tämja en Tarpan. De tarpaner man lyckades fånga in och tämja något var uppskattade arbetshästar på grund av sin naturliga styrka, men oftast utavlades de med mer moderna raser för att kunna behålla styrkan, men för att få en lugnare och mer arbetsvillig häst.

## Den moderna Tarpanen

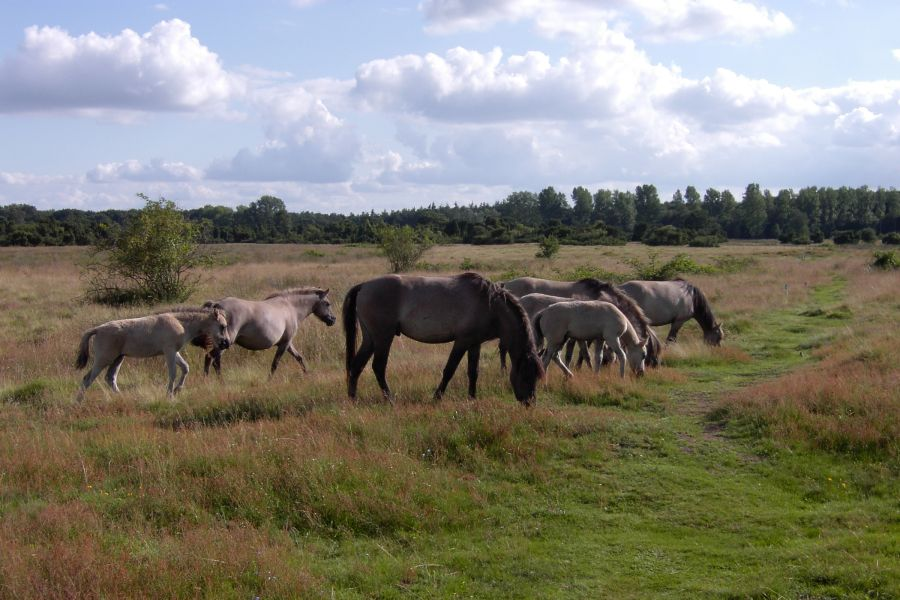
Idag lever Heck-ponnyer halvvilt i skyddade nationalparker i Polen och Tyskland. Här i Haselunne i Tyskland.

De nya "återuppfödda" Tarpanerna utvecklades med hjälp av genetiskt närstående hästraser, främst från Karpaterna, bland annat Hucul och Konik. En av anledningarna till att man återuppfödde Tarpanen var att man insåg deras historiska och unika arv. De första "moderna Tarpanerna" var ponnyer som den polska regeringen samlade ihop hos bönder år 1887. Hästarna var så lika den gamla tarpanen att man utgick ifrån att dessa var renrasiga, vilket aldrig har kunnat bevisats. Men nu lades grunden för att kunna återuppföda Tarpanen som typ genom dessa hästar som var så lika Tarpanen.
Den nya hjorden med Tarpaner var ett projekt som utfördes av de två tyska zoologerna och bröderna Heinz och Lutz Heck, som jobbade på djurparken "Tierpark Hellabrunn utanför München under början av 1900-talet. De två bröderna såg alla levande varelsers gener som ett pussel, där bitarna kunde förflyttas och på så sätt skapa nya arter, samt återuppföda gamla, utdöda raser genom nu levande ättlingar. Ston från dessa ättlingar korsades med hingstar av Przewalski som skulle fungera som en katalysator för att få fram de primitiva egenskaperna hos de nya Tarpanerna. Även hästraser med mindre influenser från Tarpanen har använts i utvecklingen bland annat Islandshästar och Gotlandsruss.
Den första Heck-ponnyn var ett hingstföl som föddes den 22 maj 1933 i djurparken i München. Det är väldigt ovanligt att återuppfödda raser får behålla det gamla namnet, så den nya rasen kallades Heck-ponny efter de två bröderna som återuppfött dem. De rekonstruerade hjordar som finns nu är ganska säkert väldigt lika den gamla Tarpanen i utseende. De är alltid black med ål (en mörkare rand längs ryggraden) och zebraränder på benen som ibland kan synas även på bålen. Den är dock något större med en mankhöjd på runt 130–135 cm medan den gamla Tarpanen troligtvis inte var mer än 120 cm. Men idag är hästar mycket större än vad de var för bara några få hundra år sedan.
På vintern vitnar hårremmen precis som hos många andra vilda djur och pälsen är sträv som på en hjort. Manen är oftast ganska ljust gråvit, men med mörka hår i mitten, precis där ålen går igen mankammen. Man röntgade tänderna, skalle och extremiteter på de nya hästarna för att kontrollera att likheten inte bara låg i exteriören, och man lyckades få fram en häst som exakt liknade den som utrotades i slutet av 1870-talet.[källa behövs] Tarpanen idag är ett perfekt exempel på primitiv kraft[källa behövs] med en motståndskraft mot sjukdomar, sår som läks snabbt och stona som aldrig kastar ett föl. Heck-ponnyerna förökar sig också snabbare än tamhästar. De har även alltid kort man och svans och den är härdig, extremt envis och starkare än den ser ut. Den är även mycket uthållig och instinkterna hos denna primitiva ras är starkare än hos dagens andra tamhästar.
Heck-ponnyn finns idag främst i Polen men ett antal exemplar har även exporterats till USA. Det beräknas finnas runt 100 heck-ponnyer i världen. De fungerar som ridhästar och verkar inte ha några problem med att bli hanterade av människor men däremot är de väldigt envisa och de tål inte aggressivitet från människor. De har även en naturlig förmåga att hoppa och för att dra vagn. Deras robusta byggnad och starka ben gör att de även klarar av att bära vuxna ryttare.
Heck-ponnyn går även under det vetenskapliga namnet Equus caballus gmelini, i jämförelse med den gamla vilda tarpanens "Equus ferus gmelini".